# Seznam baletů Ballets russes
Seznam baletů Ballets russes uvádí baletní inscenace, které byly v letech 1909 až 1929 v repertoáru ruského baletního souboru Ballets russes, vedeného Sergejem Pavlovičem Ďagilevem.
| Rok  | Datum a místo premiéry                                | Název baletu a hlavní účinkující | Choreografie                         | Hudba                                                                       | Kostýmy a kulisy                  |
| ---- | ----------------------------------------------------- | --- | ------------------------------------ | --------------------------------------------------------------------------- | --------------------------------- |
| 1909 | 19. května Paříž, Châtelet                            | Le Pavillon d'Armide / Павильон Армиды (Armidin pavilón) T. Karsavinová, V. Nižinskij, S. Grigorjev V. Karalli, М. Мordkin          | M. M. Fokin                          | N. N. Čerepnin                                                              | А. N. Benois                      |
| 1909 | 19. května Paříž, Châtelet                            | Les Danses polovtsiennes / Половецкие пляски (Polovecké tance, z opery Kníže Igor) N. Kremněv, А. Bolm, G. Rozaj                    | M. M. Fokin                          | А. P. Borodin                                                               | N. K. Rerich                      |
| 1909 | 19. května Paříž, Châtelet                            | Le Festin / Пир (Slavnost) T. Karsavinová, V. Fokinová, B. Nižinskaja, V. Nižinskij, А. Bolm, G. Rozaj                              | M. M. Fokin                          | N. A. Rimskij-Korsakov, M. P. Musorgskij, M. I. Glinka, A. K. Glazunov a j. | L. N. Bakst                       |
| 1909 | 2. června Paříž, Châtelet                             | Les Sylphides (Sylfidy) A. Pavlovová, T. Karsavinová                                                                                | M. M. Fokin                          | F. Chopin                                                                   | А. N. Benois                      |
| 1909 | 2. června Paříž, Châtelet                             | Cléopâtre / Клеопатра (Kleopatra) А. Pavlovová, I. Rubinštejn, T. Karsavinová, V. Nižinskij, М. Fokin                               | M. M. Fokin                          | А. A. Arenskij                                                              | L. N. Bakst                       |
| 1910 | 20. května Paříž, Grand-Opéra                         | Carnaval / Карнавал (Karneval) L. Lopuchovová, T. Karsavinová, V. Nižinskij                                                         | M. M. Fokin                          | R. Schumann                                                                 | L. N. Bakst                       |
| 1910 | 4. června Paříž, Grand-Opéra                          | Schéhérazade / Шехеразада (Šeherezáda) T. Karsavinová, V. Nižinskij, I. Rubinštejn                                                  | M. M. Fokin                          | N. A. Rimskij-Korsakov                                                      | L. N. Bakst                       |
| 1910 | 18. června Paříž, Grand-Opéra                         | Giselle T. Karsavinová | M. M. Fokin                          | А.-C. Аdam                                                                  | А. N. Benois                      |
| 1910 | 25. června Paříž, Grand-Opéra                         | L'Oiseau de feu / Жар-птица (Pták Ohnivák) T. Karsavinová, V. Nižinskij, М. Fokin                                                   | M. M. Fokin                          | I. F. Stravinskij                                                           | L. N. Bakst                       |
| 1910 | 25. června Paříž, Grand-Opéra                         | Orientalia / Ориенталии (Orientálie) V. Nižinskij                                                                                   | M. M. Fokin                          | A. K. Glazunov, А. P. Borodin a j.                                          | L. N. Bakst                       |
| 1911 | 19. dubna Monte Carlo, Casino                         | Le Spectre de la rose (Duch růže) V. Nižinskij, T. Karsavinová                                                                      | M. M. Fokin                          | C. M. von Weber                                                             | L. N. Bakst                       |
| 1911 | 26. dubna Monte Carlo, Casino                         | Narcisse / Нарцисс (Narcis) V. Nižinskij                                                                                            | M. M. Fokin                          | N. N. Čerepnin                                                              | L. N. Bakst                       |
| 1911 | 6. června Paříž, Châtelet                             | Un Royaume sous la mer / Подводное царство (Podvodní říše, z opery Sadko) V. Nižinskij                                              | M. M. Fokin                          | N. A. Rimskij-Korsakov                                                      | B. I. Anisfeld                    |
| 1911 | 13. června Paříž, Châtelet                            | Petrouchka / Петрушка (Petruška) V. Nižinskij, T. Karsavinová                                                                       | M. M. Fokin                          | I. F. Stravinskij                                                           | А. N. Benois                      |
| 1911 | 30. listopadu Londýn, Royal Opera House Covent Garden | Le Lac des cygnes / Лебединое озеро (Labutí jezero)                                                                                 | M. M. Fokin (choreografie М. Petipa) | P. I. Čajkovskij                                                            | А. N. Benois                      |
| 1912 | 13. května Paříž, Châtelet                            | Le Dieu bleu (Modrý bůh) V. Nižinskij                                                                                               | M. M. Fokin                          | R. Hahn                                                                     | L. N. Bakst                       |
| 1912 | 20. května Paříž, Châtelet                            | Thamar / Тамар (Támar) | M. M. Fokin                          | M. A. Balakirev                                                             | L. N. Bakst                       |
| 1912 | 29. května Paříž, Châtelet                            | L'Après-midi d'un faune (Faunovo odpoledne) V. Nižinskij                                                                            | V. F. Nižinskij                      | C. Debussy                                                                  | L. N. Bakst                       |
| 1912 | 8. června Paříž, Châtelet                             | Daphnis et Chloé (Dafnis a Chloé) V. Nižinskij, T. Karsavinová                                                                      | M. M. Fokin                          | М. Ravel                                                                    | L. N. Bakst                       |
| 1913 | 15. května Paříž, Champs-Élysées                      | Jeux / Игры (Hry) V. Nižinskij | V. F. Nižinskij                      | C. Debussy                                                                  | L. N. Bakst                       |
| 1913 | 29. května Paříž, Champs-Élysées                      | Le Sacre du printemps / Весна священная (Svěcení jara) T. Karsavinová, V. Nižinskij                                                 | V. F. Nižinskij                      | I. F. Stravinskij                                                           | N. K. Rerich                      |
| 1913 | 12. června Paříž, Champs-Élysées                      | La Tragédie de Salomé / Трагедия Саломеи (Tragédie Salome) T. Karsavinová, А. Gavrilov                                              | B. G. Romanov                        | F. Schmitt                                                                  | S. J. Sudeckij                    |
| 1914 | 16. dubna Monte Carlo, Casino                         | Papillons / Бабочка (Motýli) Т. Тumanovová                                                                                          | M. M. Fokin                          | R. Schumann                                                                 | L. N. Bakst М. V. Dobužinskij     |
| 1914 | 14. května Paříž, Grand-Opéra                         | La Légende de Joseph (Legenda o Josefovi) L. Mjasin, L. Lopuchovová                                                                 | M. M. Fokin                          | R. Strauss                                                                  | L. N. Bakst                       |
| 1914 | 24. května Paříž, Grand-Opéra                         | Le Coq d'or / Золотой петушок (Zlatý kohoutek, ze stejnojmenné opery T. Karsavinová, А. Danilov                                     | M. M. Fokin                          | N. A. Rimskij-Korsakov                                                      | N. S. Gončarovová                 |
| 1914 | 26. května Paříž, Grand-Opéra                         | Le Rossignol / Соловей (Slavík) | B. G. Romanov                        | I. F. Stravinskij                                                           | А. N. Benois                      |
| 1914 | 2. června Paříž, Grand-Opéra                          | Midas / Мидас | M. M. Fokin                          | М. O. Štejnberg                                                             | М. V. Dobužinskij                 |
| 1915 | 20. prosince Ženeva, Grand Théâtre                    | Soleil de nuit /Полуночное солнце (Půlnoční slunce) L. Mjasin, L. Lopuchovová, S. Idzikovskij                                       | L. F. Mjasin                         | N. A. Rimskij-Korsakov                                                      | М. F. Larionov                    |
| 1916 | 21. srpna San Sebastian                               | Las Meninas L. Mjasin, N. Kremněv                                                                                                   | L. F. Mjasin                         | G. Fauré                                                                    | J. M. Sert                        |
| 1916 | 25. srpna San Sebastian                               | Kikimora / Кикимора | L. F. Mjasin                         | А. K. Ljadov                                                                | М. F. Larionov                    |
| 1916 | 23. října New York, Manhattan Opera                   | Till Eulenspiegel | V. F. Nižinskij                      | R. Strauss                                                                  | R. Jones                          |
| 1917 | 12. dubna Řím, Teatro Costanzi                        | Feu d'artifice / Фейерверк (Ohňostroj)                                                                                              | L. F. Mjasin                         | I. F. Stravinskij                                                           | G. Balla                          |
| 1917 | 12. dubna Řím, Teatro Costanzi                        | Le donne di buon umore (Ženy v dobrém rozmaru) L. Mjasin, L. Černyšovová, V. Němčinovová                                            | L. F. Mjasin                         | D. Scarlatti                                                                | L. N. Bakst                       |
| 1917 | 11. května Paříž, Châtelet                            | Les Contes russes / Русские сказки (Ruské pohádky) S. Idzikovskij, А. Vojcichovskij, L. Černyšovová, L. Lopuchovová, V. Němčinovová | L. F. Mjasin                         | А. K. Ljadov                                                                | М. F. Larionov N. S. Gončarovová  |
| 1917 | 18. května Paříž, Châtelet                            | Parade (Průvod) L. Mjasin, V. Němčinovová                                                                                           | L. F. Mjasin                         | E. Satie (libreto Jean Cocteau)                                             | P. Picasso                        |
| 1919 | 5. července Londýn, Alhambra                          | La boutique fantasque (Kouzelný krámek) V. Němčinovová, L. Lopuchovová, S. Idzikovskij                                              | L. F. Mjasin                         | G. Rossini                                                                  | А. Derain                         |
| 1919 | 22. července Londýn, Alhambra                         | Le Tricorne / El sombrero de tres picos (Třírohý klobouk) L. Mjasin, T. Karsavinová                                                 | L. F. Mjasin                         | M. de Falla                                                                 | P. Picasso                        |
| 1920 | 2. února Paříž, Grand-Opéra                           | Le Chat du rossignol / Песнь соловья (Píseň slavíka) T. Karsavinová, L. Sokolovová, L. Černyšovová, L. Mjasin, А. Gavrilov          | L. F. Mjasin                         | I. F. Stravinskij                                                           | H. Matisse                        |
| 1920 | 15. května Paříž, Grand-Opéra                         | Pulcinella / Пульчинелла (Pulcinella)                                                                                               | L. F. Mjasin                         | I. F. Stravinskij                                                           | P. Picasso                        |
| 1920 | 27. května Paříž, Grand-Opéra                         | Le astuzie femminili (Ženské rozmary) T. Karsavinová, А. Vojcichovskij, L. Mjasin, L. Černyšovová                                   | L. F. Mjasin                         | D. Cimarosa                                                                 | J. M. Sert                        |
| 1920 | 15. prosince Paříž, Champs-Élysées                    | Le Sacre du printems / Весна священная (Svěcení jara) L. Sokolovová                                                                 | L. F. Mjasin                         | I. F. Stravinskij                                                           | N. K. Rerich                      |
| 1921 | 17. května Paříž, Gaîté-Lyrique                       | Chout / Шут (Šašek) Т. Slavinskij, L. Černyšovová, S. Idzikovskij                                                                   | М. F. Larionov                       | S. S. Prokofjev                                                             | М. F. Larionov                    |
| 1921 | 17. května Paříž, Gaîté-Lyrique                       | Quadro flamenco | Lidové tance                         | Lidová hudba                                                                | P. Picasso                        |
| 1921 | 2. listopadu Londýn, Alhambra                         | La Belle au bois dormant / Спящая красавица (Šípková Růženka) О. Spesivcevová, L. Lopuchovová, V. Němčinovová                       | N. Sergejev                          | P. I. Čajkovskij                                                            | L. N. Bakst                       |
| 1922 | 18. května Paříž, Grand-Opéra                         | Les Noces d'Aurore / Свадьба Авроры (Aurořina svatba) V. Trefilovová, P. Vladimirov                                                 | B. F. Nižinskaja                     | P. I. Čajkovskij                                                            | А. N. Benois                      |
| 1922 | 18. května Paříž, Grand-Opéra                         | Mavra / Мавра | B. F. Nižinskaja                     | I. F. Stravinskij                                                           | L. Survage                        |
| 1922 | 3. června Paříž, Grand-Opéra                          | Renard / Сказ про Лису, Петуха, Кота да Барана (Lišák) B. Nižinskaja, S. Idzikovskij                                                | B. F. Nižinskaja                     | I. F. Stravinskij                                                           | М. F. Larionov                    |
| 1923 | 13. července Paříž, Gaîté-Lyrique                     | Les Noces / Свадебка (Svatba) А. Vojcichovskij, S. Idzikovskij, L. Černyšovová, V. Němčinovová                                      | B. F. Nižinskaja                     | I. F. Stravinskij                                                           | N. S. Gončarovová                 |
| 1924 | 3. ledna Monte Carlo, Casino                          | La Tentation d'un berger / Искушение пастушки (Pastýřovo pokušení) V. Němčinovová, L. Černyšovová                                   | B. F. Nižinskaja                     | М. P. de Мontéclair                                                         | J. Gris                           |
| 1924 | 5. ledna Monte Carlo, Casino                          | Le Médecin malgré lui (Lekař z donucení, podle stejnojmenné opery)                                                                  | B. F. Nižinskaja                     | Ch. Gounod                                                                  | А. N. Benois                      |
| 1924 | 6. ledna Monte Carlo, Casino                          | Les Biches (Laně) | B. F. Nižinskaja                     | F. Poulenc                                                                  | М. Laurencin                      |
| 1924 | 8. ledna Monte Carlo, Casino                          | Cimarosiana | L. F. Mjasin                         | D. Cimarosa                                                                 | J. M. Sert                        |
| 1924 | 19. ledna Monte Carlo, Casino                         | Les Fâcheux (Dotěrové) L. Černyšovová, А. Dolin, А. Viltzak                                                                         | B. F. Nižinskaja                     | G. Auric                                                                    | G. Braque                         |
| 1924 | 24. června Paříž, Champs-Élysées                      | Le Train bleu (Modrý expres) B. Nižinskaja, А. Dolin, S. Lifar, А. Vojcichovskij                                                    | B. F. Nižinskaja                     | D. Milhaud                                                                  | H. Laurent, C. Chanel, P. Picasso |
| 1925 | 28. dubna Monte Carlo, Casino                         | Zéphyr et Flore / Зефир и Флора (Zefýr a Flóra) А. Nikitinová, А. Dolin, S. Lifar                                                   | L. F. Mjasin                         | V. A. Dukelskij                                                             | G. Braque                         |
| 1925 | 17. června Paříž, Gaîté-Lyrique                       | Le Chant du rossignol / Песнь соловья (Píseň slavíka)                                                                               | G. Balanchine                        | I. F. Stravinskij                                                           | H. Matisse                        |
| 1925 | 17. června Paříž, Gaîté-Lyrique                       | Les Matelots (Námořníci) S. Lifar, Т. Slavinskij, А. Vojcichovskij                                                                  | L. F. Mjasin                         | G. Auric                                                                    | P. Pruna                          |
| 1925 | 11. prosince Londýn, Coliseum                         | Barabau А. Vojcichovskij, S. Lifar                                                                                                  | G. Balanchine                        | V. Rieti                                                                    | М. Utrillo                        |
| 1926 | 29. května Paříž, Théâtre Sarah-Bernhardt             | Pastorale А. Danilovová, А. Vojcichovskij, S. Lifar                                                                                 | G. Balanchine                        | G. Auric                                                                    | P. Pruna                          |
| 1926 | 3. června Paříž, Théâtre Sarah-Bernhardt              | Jack in the Box (Čertík z krabičky) А. Danilovová, L. Černyšovová, S. Idzikovskij                                                   | G. Balanchine                        | E. Satie                                                                    | А. Derain                         |
| 1927 | 30. dubna Monte Carlo, Casino                         | La Chatte (Kočka) А. Nikitinová, S. Lifar                                                                                           | G. Balanchine                        | H. Sauguet                                                                  | N. Gabo А. Pevsner                |
| 1927 | 1. června Paříž, Théâtre Sarah-Bernhardt              | Mercure (Merkur) L. Mjasin | L. F. Mjasin                         | E. Satie                                                                    | P. Picasso                        |
| 1927 | 7. června Paříž, Théâtre Sarah-Bernhardt              | Le Pas d'acier / Стальной скок (Ocelový skok) А. Danilovová, L. Černyšovová, L. Mjasin, S. Lifar                                    | L. F. Mjasin                         | S. S. Prokofjev                                                             | G. B. Jakulov                     |
| 1928 | 6. června Paříž, Théâtre Sarah-Bernhardt              | Ode / Ода (Óda) L. Mjasin, S. Lifar, А. Nikitinová                                                                                  | L. F. Mjasin                         | N. D. Nabokov                                                               | P. Charbonnier                    |
| 1928 | 12. června Paříž, Théâtre Sarah-Bernhardt             | Apollon musagète / Аполлон Мусагет А. Danilovová, L. Černyšovová, S. Lifar                                                          | G. Balanchine                        | I. F. Stravinskij                                                           | А. Bauchant C. Chanel             |
| 1928 | 16. července Londýn, Her Majesty's Theatre            | Les Dieux mendiants (Žebraví bozi) L. Černyšovová, А. Vojcichovskij, А. Dolin                                                       | G. Balanchine                        | G. F. Händel                                                                | L. N. Bakst J. Gris               |
| 1929 | 9. května Monte Carlo, Casino                         | Le Bal (Bál) А. Danilovová, S. Lifar, А. Dolin                                                                                      | G. Balanchine                        | V. Rieti                                                                    | G. de Chirico                     |
| 1929 | 21. května Paříž, Théâtre Sarah-Bernhardt             | Renard / Сказ про Лису, Петуха, Кота да Барана (Lišák)                                                                              | S. M. Lifar                          | I. F. Stravinskij                                                           | М. F. Larionov                    |
| 1929 | 21. května Paříž, Théâtre Sarah-Bernhardt             | Le Fils prodigue / Блудный сын (Marnotratný syn) S. Lifar, А. Dolin, А. Vojcichovskij                                               | G. Balanchine                        | Sergej Prokofjev                                                            | Georges Rouault                   |